# Hospicio Cabañas
Het Hospicio Cabañas ofwel het Instituto Cultural Cabañas is een voormalig ziekenhuis in Guadalajara, Jalisco, Mexico. Vanwege zijn architectuur is het opgenomen op de lijst van Werelderfgoed van de UNESCO.
Het Hospicio Cabañas werd gebouwd aan het begin van de negentiende eeuw om onderdak te bieden aan invaliden, wezen en ouderen. Het is ontworpen door de architect Manuel Tolsá, die zich in het ontwerp liet inspireren door Les Invalides in Parijs en El Escorial in Spanje. Het Hospicio Cabañas dankt zijn naam aan Juan Ruiz de Cabañas, bisschop van Guadalajara die opdracht gaf tot de bouw. In het begin van de twintigste eeuw werden delen van de kapel beschilderd met muurschilderingen van José Clemente Orozco.
Agavelandschap en oude industriële faciliteiten van Tequila · Hydraulisch systeem van het aquaduct van Padre Tembleque · Oude Mayastad en beschermde tropische regenwouden van Calakmul, Campeche · Historische versterkte stad Campeche · Precolumbiaanse stad Chichén Itzá · Centrale Universiteitsstadscampus van de Nationale Autonome Universiteit van Mexico · Biosfeerreservaat El Pinacate y Gran Desierto de Altar · El Camino Real de Tierra Adentro · Precolumbiaanse stad El Tajín · Franciscaanse missieposten in de Sierra Gorda van Queretaro  · Historische stad Guanajuato en aangrenzende mijnen · Hospicio Cabañas, Guadalajara · Eilanden en beschermde gebieden in de Golf van Californië · Luis Barragánhuis en -studio · Historisch Centrum van Mexico-Stad en Xochimilco · Vroeg-16e-eeuwse kloosters op de hellingen van de Popocatépetl · Historisch centrum van Morelia · Historisch centrum van Oaxaca en Monte Albán · Precolumbiaanse stad en nationaal park Palenque · Archeologische zone van Paquimé, Casas Grandes · Historisch centrum van Puebla · Historische monumentenzone van Querétaro · Revillagigedo-archipel · Biosfeerreservaat van de monarchvlinder · Rotstekeningen van de Sierra de San Francisco · Beschermde stad San Miguel en het Heiligdom van Jesús de Nazareno de Atotonilco · Sian Ka'an · Precolumbiaanse stad Teotihuacan · Historische monumentenzone van Tlacotalpan · Precolumbiaanse stad Uxmal · Walvisreservaat van El Vizcaíno · Archeologische monumentenzone van Xochicalco · Historisch centrum van Zacatecas · Tehuacán-Cuicatlánvallei: oorspronkelijke habitat van Mesoamerika